# Loasa
Loasa (hrv. loasa; lat. Loasa), biljni rod iz porodice Loasaceae, dio reda Cornales. Sastoji se od 24 vrste jednogodišnjeg raslinja  i trajnica rasprostranjenih od Perua na sjeveru, na jug o Čilea i Argentine
Rod je opisan u Fam. Pl. 2: 501 (1763)

## Vrste
1. Loasa acanthifolia Lam.
2. Loasa acerifolia Dombey ex A.Juss.
3. Loasa arnottiana Gay
4. Loasa caespitosa Phil.
5. Loasa chrysantha Santilli, R.H.Acuña & Lavandero
6. Loasa elongata Hook. & Arn.
7. Loasa floribunda Hook. & Arn.
8. Loasa heterophylla Hook. & Arn.
9. Loasa humilis F.Phil.
10. Loasa illapelina Phil.
11. Loasa insons Poepp.
12. Loasa mendocina (Urb. & Gilg) R.H.Acuña, Weigend & D.H.Cohen
13. Loasa mollensis Muñoz-Schick & Trenq.
14. Loasa multifida Gay
15. Loasa nitida Desr.
16. Loasa pallida Gillies ex Arn.
17. Loasa paradoxa Urb. & Gilg
18. Loasa placei Lindl.
19. Loasa prostrata Gillies ex Arn.
20. Loasa sclareifolia Juss.
21. Loasa sigmoidea Urb. & Gilg
22. Loasa tricolor Ker Gawl.
23. Loasa triloba Juss.
24. Loasa unguiculata Urb. & Gilg

## Sinonimi
- Ortiga Neck.; Elem. 2: 400 (1790)